# Marcus Teller
Marcus Teller, ook Marcus Henricus Teelder (Maastricht, ca. 17 december 1682 – aldaar, ca. 20 oktober 1728) was een Zuid-Nederlands violist en componist van religieuze muziek. Teller schreef vooral missen en motetten in Italiaans-barokke stijl, die soms doen denken aan Pergolesi. De composities van Teller passen binnen het stijlidioom van de kerkelijke muziek in de Zuidelijke Nederlanden van de vroege 18e eeuw en worden gekenmerkt door een fantasierijke afwisseling van aria's, recitatieven en koorzang.

## Biografische schets
Marcus Teller werd te Maastricht geboren als derde zoon van Hendrick Teller en Cornelia Janssen. Zijn tamelijk welgestelde ouders hadden de Luikse nativiteit (zie: Tweeherigheid van Maastricht). Hij werd op 17 december 1682 in de Sint-Nicolaaskerk gedoopt. Op 22-jarige leeftijd liet hij zich in 1705 inschrijven aan de artes-faculteit van de universiteit van Leuven met de bedoeling om later toegang te krijgen tot de hogere faculteiten van rechtsgeleerdheid, medicijnen en theologie. In Leuven stond hij geregistreerd als Porcenses, bewoner van het studentenhuis "Het Varken". Over zijn muzikale opleiding is niets bekend.

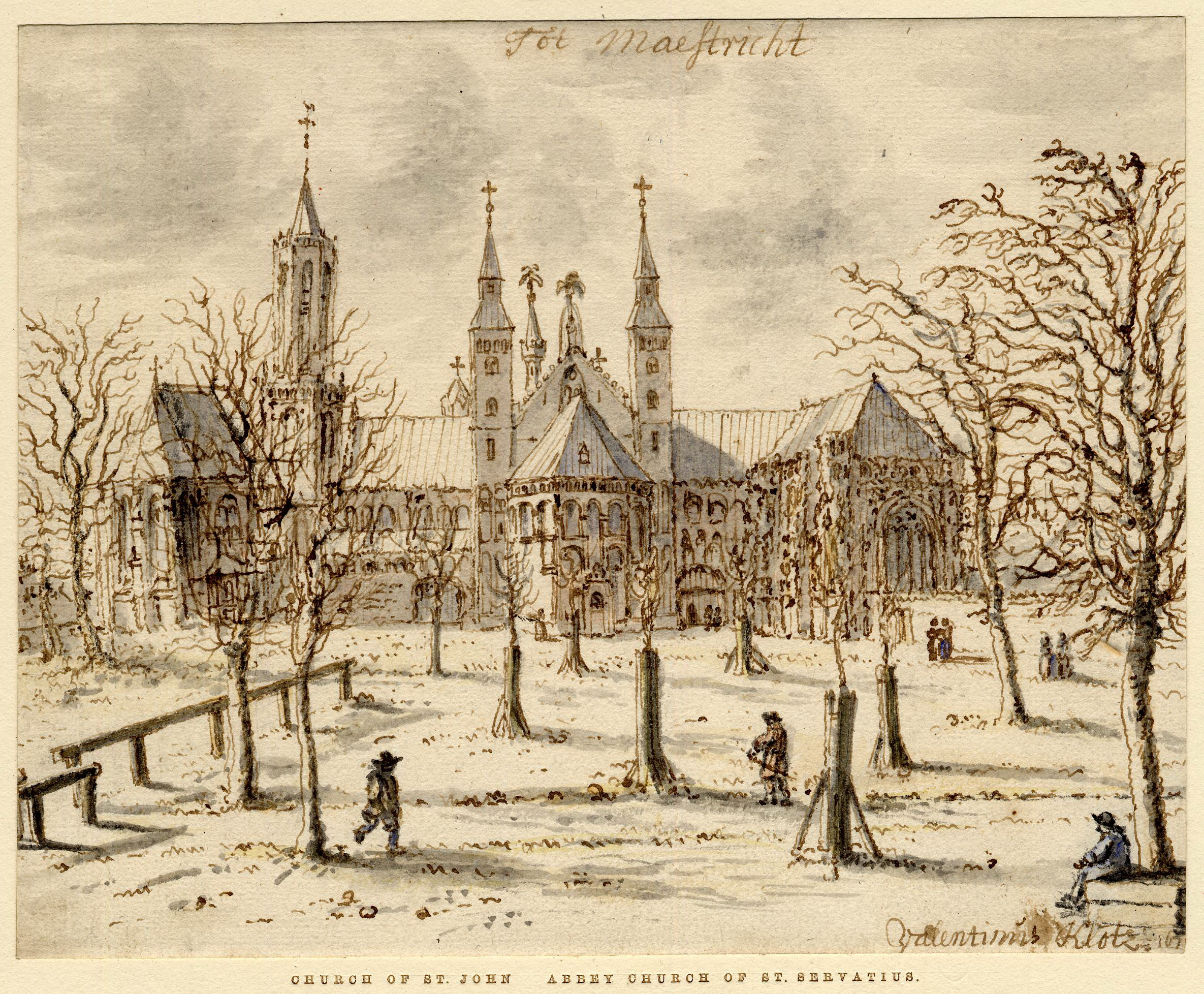
Vrijthof met kerkentweeling Sint-Jan en Sint-Servaas. Rechts de Koningskapel (Valentijn Klotz, 1670-1679, British Museum)

Op 8 september 1708 wordt Teller voor het eerst genoemd als musicus. Hem werd op die dag een jaarsalaris van 30 gulden in het vooruitzicht gesteld als violist verbonden aan de Onze-Lieve-Vrouwekerk in Maastricht. In januari 1710 trad hij in vaste dienst van het kapittel van deze kerk met een honorarium van 8 gulden per maand. Drie jaar later werd hij tot diaken gewijd en waarschijnlijk volgde kort daarna zijn priesterwijding. Doordat hij werd opgenomen in de broederschap der kapelaans van Sint-Anna, ook "kleine kapittel" genoemd, verbeterde zijn financiële positie aanzienlijk. De  zogenaamde "kleine kanunniken" waren geestelijken van eenvoudige komaf, die in principe het meeste werk van de "grote kanunniken" overnamen en in ruil daarvoor een kleine prebende kregen. Tot de taken van de kleine kanunniken behoorde het opdragen van missen aan de ruim 30 altaren van de kapittelkerk en het verzorgen van de liturgie en het gezongen koorgebed.
In 1715 verwisselde hij deze positie voor een vergelijkbare bij het kapittel van Sint-Servaas, eveneens in Maastricht, wat tot een conflict met het Onze-Lieve-Vrouwekapittel leidde. Pas na drie jaar legde laatstgenoemd kapittel zich bij het ontslag van Teller neer, wat erop duidt dat zijn vertrek als een verlies voor het kapittel werd gezien. Marcus Teller kreeg in de Sint-Servaaskerk het beneficie van het Sint-Salvatoraltaar en dat van de H. Maagd Maria in de begin 19e eeuw gesloopte Koningskapel toegewezen, een vaste bron van inkomsten die hij tot zijn ontslag op 5 mei 1727 zou behouden.

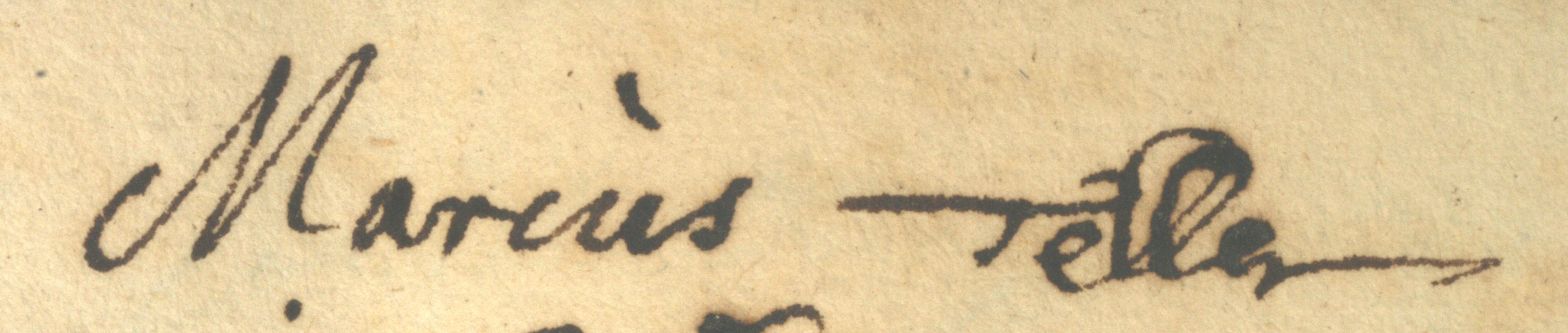
Handtekening van Teller onder zijn testament, 1728

Het zelfgekozen ontslag hield wellicht verband met een slechte gezondheid, want hij leefde daarna nog maar anderhalf jaar. Op 16 oktober 1728 maakte hij zijn testament op, waarbij hij zijn twee broers tot erfgenamen benoemde. Marcus Teller woonde bij zijn overlijden op 45-jarige leeftijd in de Hoenderstraat in Maastricht; waarschijnlijk woonde hij in bij zijn broer Dirk. Op 22 oktober 1728 werd hij begraven in de Catharinakerk aan de Boschstraat. Bij de sloop van de kerk in de 19e eeuw is zijn grafsteen niet bewaard gebleven.

## Composities
Het oeuvre van Teller bestaat, voor zover bekend, uit tien missen, waaronder vier Requiem-missen, en twaalf motetten, welke in twee te Augsburg en Graz gedrukte uitgaven en in een aantal manuscripten overgeleverd zijn. De in Dresden werkzame musicus en componist Jan Dismas Zelenka (1679-1745) was in het bezit van vijf missen van Teller.
Als Opus 1 verscheen in 1726 bij Joannes Lotter in Augsburg Musica sacra stylo plane Italico & Cromatico, opgedragen aan Arnold Hyacinth van Wynants, proost van Sint-Servaas in Maastricht. Deze uitgave bevat naast negen motetta brevia pro tempore nog twee missae solemnes voor vier solisten, vierstemmig koor en instrumenten. In 1733 verscheen hiervan een herdruk met aanvullingen bij Veiths Erben in Augsburg en Graz.
Opus 2, eveneens verschenen in 1733, was getiteld Musica sacra stylo plane Italico & Cromatico pro compositionis amatoribus. Hierin waren vier missen en vier motetten opgenomen.

## Nalatenschap
Van het werk van Teller zijn enkele handschriften bewaard gebleven, onder andere in het archief van de kathedraal van Sint-Michiel en Sint-Goedele in Brussel, het archief van de Sint-Maartenskerk in Kortrijk en in het Di Martinelli Fonds in Leuven.

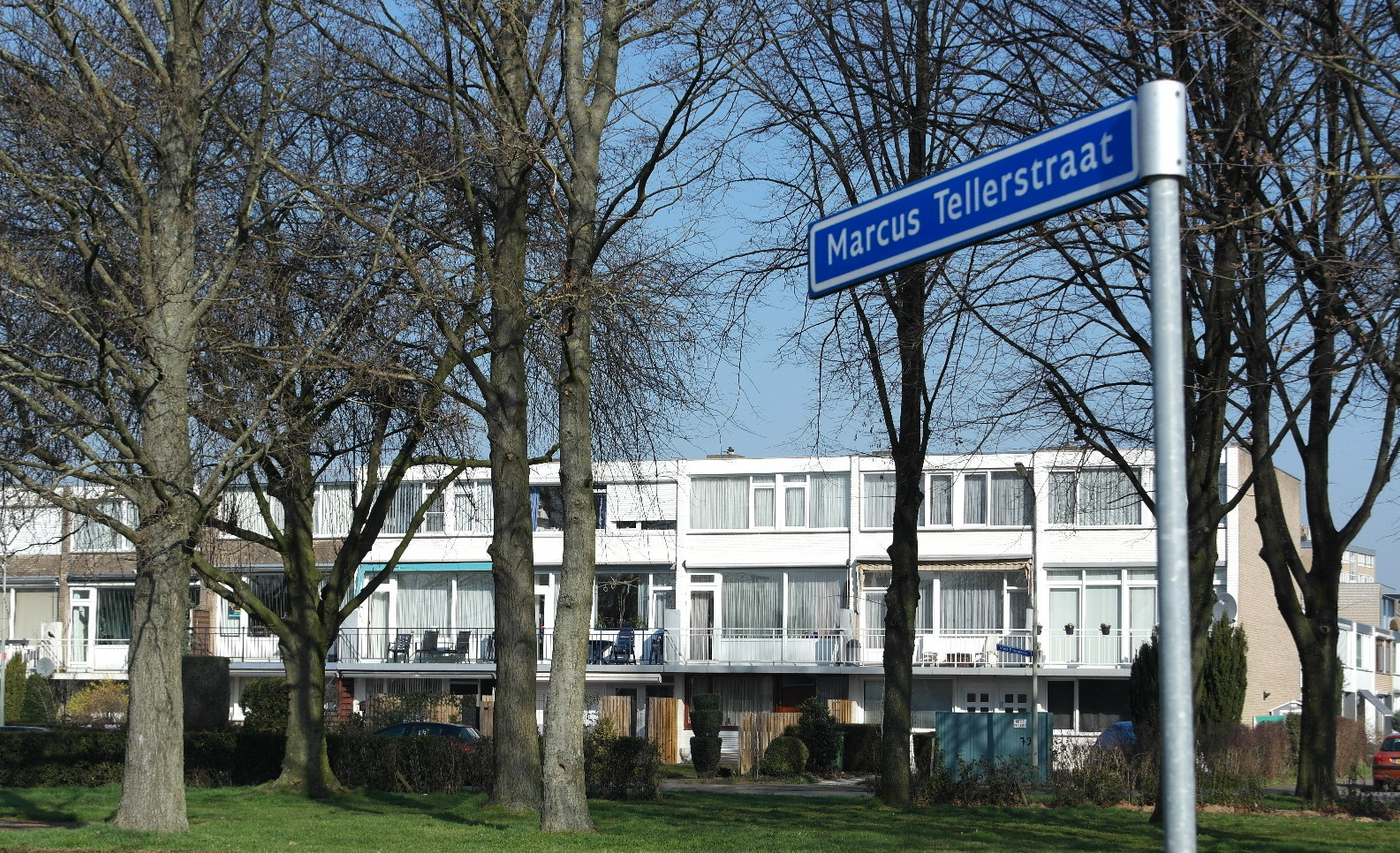
De Marcus Tellerstraat in Maastricht-Heer

Een exemplaar van zijn in 1726 uitgegeven Opus 1 bevindt zich in de bibliotheek van het conservatorium van Luik. Uit een notitie op het schutblad valt op te maken dat dit exemplaar in 1738 in bezit was van de Onze-Lieve-vrouwekerk in Maastricht. Andere exemplaren van deze uitgave bevinden zich in Antwerpen, München, Neuburg an der Donau en Zürich. Van Opus 2 uit 1733 zijn exemplaren bewaard gebleven in Kortrijk, Luik, Ulm, Engelberg (Zwitserland), Praag en Martin (Slowakije).
In 2011 werd voor het eerst werk van Teller op een cd uitgebracht. Op de cd met de titel Marcus Teller. Motetta brevia de tempore zijn de negen motetten uit Tellers Opus 1 te horen, uitgevoerd door Studium Chorale onder leiding van Hans Leenders.
In de Maastrichtse wijk Heer werd in 1964 een straat genoemd naar Marcus Teller.